# Сперанский, Алексей Петрович
Алексей Петрович Сперанский (1902—1983) — советский врач; известен как курортолог и физиотерапевт.

## Биография
Алексей Петрович Сперанский родился в 1902 году в Пошехонском уезде Ярославской губернии. В 23 года окончил медицинский факультет Казанского университета.
Работал врачом железнодорожной поликлиники. Начал публиковаться в журналах «Вопросы страхования», «Врачебное дело», «Вопросы туберкулёза», его статьи посвящены проблемам заболеваемости на железнодорожном транспорте, профилактической деятельности, необходимости и значимости санаторного лечения.
С 1930 года работал невропатологом и физиотерапевтом в Сочи, в санатории имени 10-летия Октября. Его научная работа проходила в клинике нервных болезней Сочинского института курортологии, которую он в конце концов возглавил. Участвовал в разработке основ бальнео-климатологии заболеваний нервной системы. Его работы посвящены динамической климатологии, лечению на курорте последствий огнестрельных ранений, лечению заболеваний периферической нервной системы сероводородными ваннами.
Преподавал в Архангельском, а затем в Карагандинском медицинских институтах. По его инициативе в 1947 году в Архангельском мединституте состоялась первая научная конференция, посвящённая изучению курортов Севера. Как главный физиотерапевт Карагандинского облздрава, способствует развитию курортологии и физиотерапии в Центральном Казахстане. С 1955 года работает в Москве в Государственном институте физиотерапии в должности старшего научного сотрудника, а затем руководителя неврологического отделения. Организует изучение лечебных свойств ультразвука.
Доцент, а затем заведующий кафедрой физиотерапии Центрального института усовершенствования врачей, возглавил разнообразную научно-педагогическую и исследовательскую работу в области клинической физиологии, электрофизиологии, иммунологии, электронной микроскопии. Профессор, доктор медицинских наук.
Автор свыше 150 статей и работ, в числе которых 3 монографий.
Почетный член Всесоюзного общества курортологов и физиотерапевтов, Почётный член Софийского общества физиотерапевтов. Отличник здравоохранения.
Скончался в Москве в 1983 году, похоронен на 14 участке Введенского кладбища.